# Poytugʻ
Poytugʻ ist eine Stadt (shahar) in der usbekischen Viloyat Andijon im Ferghanatal und Hauptort des Bezirks Izboskan.
Die Stadt liegt etwa 20 km nordwestlich der Viloyathauptstadt Andijon. Sie hat einen Bahnhof der Bahnstrecke Uchqoʻrgʻon-Andijon der Usbekischen Eisenbahnen (Oʻzbekiston Temir Yoʻllari). Nördlich die Stadt fließt der Große Ferghanakanal vorbei.
Im Jahr 1980 erhielt Poytugʻ den Status einer Stadt. Gemäß der Bevölkerungszählung 1989 hatte die Stadt 19.389 Einwohner, einer Berechnung für 2010 zufolge betrug die Einwohnerzahl 27.632.